# Распознавание образов (роман)
«Распознавание образов» (англ. Pattern Recognition) — роман американского писателя-фантаста Уильяма Гибсона, опубликованный 3 февраля 2003 года.
Действие, происходящее в 2002 году, рассказывает о Кейс Поллард, 32-летней консультантке по маркетингу, имеющей обострённую чувствительность к корпоративным логотипам и символам. Сюжет разворачивается в Лондоне, Москве и Токио. Работа Кейс состоит в оценке эффективности будущих корпоративных логотипов, но её нанимают для поиска создателей анонимных видеороликов, появляющихся в Интернете.
Центральная тема книги — это тяга людей находить смыслы там, где их нет. Также поднимаются вопросы о соотношении искусства и коммерции, о путях осмысления прошедшего.
Входит в трилогию «Книги Бигенда» под первым порядковым номером.

## История написания
Это восьмой роман Гибсона, но первый, действие которого происходит в современном мире в нынешнее время. Предыдущая работа, «Все вечеринки завтрашнего дня», была опубликована в 1999 году и завершает «Трилогию моста». «Распознавание образов» сначала планировалась как отдельное произведение, но после этого была написана ещё «Страна призраков», действие в которой происходит в том же мире (современном) и в неё включены некоторые те же персонажи. Имя главной героини Кейс («Cayce») отсылает к имени главного героя «Нейроманта», Кейс («Case»).
Гибсон поехал в Токио в 2001 году с целью подготовки к написанию новой книги, но в Москве и Лондоне он тогда не был и основывал описания мест на рассказах других и интернет-источниках. Москва, по его представлению, становится похожа на тёмный мир раннего киберпанка, в котором жили герои «Нейроманта». По словам автора, многое в романе навеяно музыкой группы «Кино».
К сентябрю 2001 года Гибсон написал около 100 страниц, но возникли трудности с написанием окончания. Он прекратил написание после того, как по телевизору увидел атаки 11 сентября, и понял, что если он продолжит как раньше, то книга станет описанием альтернативной истории, в которой атаки 11 сентября никогда не происходили. Это не входило в его планы, поэтому сначала он хотел бросить написание книги совсем. Друзья из Нью-Йорка уговорили его вернуться к началу и представить, как бы он написал, зная об атаках. Несколькими неделями позже переписал некоторые части таким образом, чтобы атаки являлись одной из причин душевных страданий главного героя.

До 11 сентября мои трудности состояли в том, что по задумке героиня находится в пост-травматическом состоянии, после перенесенной трагедии. Я никак не мог придумать, что же именно могло с ней случиться. Я все подыскивал подходящий случай, но после 11 сентября я знал, что с ней случилось, я знал, что случилось со всеми, кого я знаю.

## Сюжет
В Интернете стали появляться короткие, несвязанные видеофрагменты, но которые что-то объединяет. Никто не знает ни автора фрагментов, ни цели их выкладывания. Может быть это часть уже готовой ленты, а может быть их выкладывают в сеть по мере появления. Существуют целые объединения людей, которые изучают фрагменты. В Японии, Америке, Великобритании, все хотят узнать, кто и зачем их создаёт.
Кейс Поллард работает консультантом, выполняет разовые заказы фирм-изготовителей или рекламных агентств, помогая им выбрать логотип для нового товара. Она умеет предсказывать, что войдёт в моду в ближайшее время. Последний контракт она заключила с рекламным агентством «Синий муравей» (англ. Blue Ant). Это агентство и нанимает её для того, чтобы она нашла автора фрагментов.
Вскоре выясняется, что на фрагментах есть цифровая подпись, которая может привести их к создателю. Теперь вместе с Кейс поисками занимаются и её друзья по обе стороны Атлантики.

## Персонажи
- Кейс Поллард (англ. Cayce Pollard) — 32-летняя женщина, живущая в Нью-Йорке. Она произносит своё имя как «Кейс» (англ. Case), хотя родители назвали её в честь Эдгара Кейси. Использует свой интерес к маркетинговым тенденциям и психологическую чувствительность к логотипам и рекламе, работая в качестве рекламного консультанта. Её чувствительность становится фобией к старым корпоративным талисманам, особенно к Бибендуму. Носит только чёрное, как правило, севшие хлопковые футболки Fruit of the Loom (со срезанными бирками) и джинсы Levis (со сбитыми торговыми марками на пуговицах) или юбки, колготки, сапоги, а также лётную куртку MA-1 Buzz Rickson.
- Хьюберт Бигенд (англ. Hubertus Bigend) — 35-летний основатель рекламного агентства «Синий муравей». Родился в Бельгии, но учился в британской школе-интернате и Гарвардском университете.
- Доротея Бенедитти (англ. Dorotea Benedetti) — представитель компании, занимающейся графическим дизайном. Имеет опыт работы в промышленном шпионаже и была тайно нанята, чтобы подтолкнуть Кейс уехать из Лондона, не приняв предложение Бигенда по поиску фрагментов фильма.
- Бернард Стоунстрит (англ. Bernard Stonestreet) — представитель рекламного агентства «Синий муравей».
- «Капюшончик»/Питер Гильберт (англ. «Parkaboy»/Peter Gilbert) — друг Кейс с веб-форума. Он живёт в Чикаго и описывает себя как «белого мужчину средних лет с 1967 года».
- Бун Чу (англ. Boone Chu) — американец китайского происхождения, живущий в штате Вашингтон, но выросший в Оклахоме. Владел провалившейся стартап-компанией, специализирующиеся на безопасности. Был нанят для помощи Кейс в поисках создателя фрагментов.
- Войтек Бирошек (англ. Voytek Biroshak) — блондин, родившийся в Польше и выросший в России. Покупает и продаёт антикварные калькуляторы для сбора средств на выставку компьютеров Sinclair ZX81.
- Дэмиен Пиз (англ. Damien Pease) — 30-летний друг Кейс, в квартире которого она живёт, пока находится в Лондоне. Он видеорежиссёр, снимающий документальный фильм о чёрных археологах и их раскопках под Сталинградом.
- Хоббс Баранов (англ. Hobbs Baranov) — бывший шифровальщик АНБ и математик. Коллекционирует портативные арифмометры «Curta» и продаёт данные радиоэлектронной разведки. Живёт около Пула в трейлере, который арендует у цыган.
- Айви (англ. Ivy) — создатель веб-сайта, дискуссионной группы и чата «Фетиш: Фрагменты: Форум» (англ. Fetish:Footage:Forum), который посещает Кейс. Целью сайта является обсуждение выкладываемых фрагментов фильма.

## Приём публикой и награды
В США книга достигла 4 места в списке бестселлеров по версии New York Times, а в Канаде — 3 места в списке самых продаваемых фантастических книг по версии газеты The Globe and Mail.
Выдвигалась в 2004 году на премию имени Артура Кларка и Британскую премию НФ (BSFA). Автор перевода книги, Никита Красников, был отмечен как лучший переводчик 2005 года на литературно-практической конференции «Басткон».